# Dicranum falcatum
Dicranum falcatum är en bladmossart som först beskrevs av Sauter, och fick sitt nu gällande namn av Johann Amann 1918. Dicranum falcatum ingår i släktet kvastmossor, och familjen Dicranaceae. Inga underarter finns listade i Catalogue of Life.